# Gonzalo Paz
Gonzalo Ezequiel Paz (Morón, Argentina; 6 de junio de 1993) es un futbolista argentino que juega como defensa y su equipo actual es Deportes Limache de la Primera División de Chile.

## Trayectoria
Jugó para la academia de Chacarita Juniors desde los nueve años antes de unirse a la Universidad Católica de Chile en 2011. Un año después fue fichado por Deportivo Armenio y debutó como suplente en una victoria de la Primera B Metropolitana a domicilio ante Tristán Suárez el 22 de septiembre de 2013, y su primera titularidad llegó el 17 de noviembre ante Flandria. Apareció ocho veces en la temporada 2013-14, ubicándose decimocuarto. Sesenta y ocho apariciones seguidas en cuatro temporadas, veintiséis de las cuales fueron en la Primera C, después del descenso en 2016. En 2017 fue cedido a El Linqueño del Torneo Federal B, allí apareció en diez juegos.
Paz se unió al Stade Nyonnais de la Promotion League en préstamo en 2018. El 11 de julio después de regresar del tercer nivel de fútbol de Suiza se unió al equivalente de su tierra natal después de acordar términos con Barracas Central. Sus primeras apariciones llegaron en los siguientes tres meses frente a Comunicaciones y Atlanta respectivamente.
El 14 de agosto de 2023, se convirtió en jugador de Atlético Tucumán, de la Primera División de Argentina, y firmó contrato a préstamo hasta diciembre de 2024, con opción de compra. Sin embargo, rescindió su contrato en abril de 2024. El 12 de junio es anunciado como nuevo jugador de Deportes Limache de la Primera B de Chile.

## Selección nacional
En 2016 fue convocado a la selección de Argentina en la categoría Sub-23 por Julio Olarticoechea antes del Trofeo Sait Nagjee en India.

## Clubes
| Club                        | País      | Año       | PJ  | Goles |
| --------------------------- | --------- | --------- | --- | ----- |
| Deportivo Armenio           | Argentina | 2013-2020 | 93  | 0     |
| → El Linqueño (cedido)      | Argentina | 2017      | 10  | 0     |
| → Stade Nyonnais (cedido)   | Suiza     | 2018      | 10  | 0     |
| → Barracas Central (cedido) | Argentina | 2018-2019 | 4   | 0     |
| Sacachispas                 | Argentina | 2020      | 4   | 0     |
| Barracas Central            | Argentina | 2021-2022 | 71  | 2     |
| APO Levadiakos              | Grecia    | 2023      | 12  | 0     |
| Atlético Tucumán            | Argentina | 2023-2024 |     |       |
| Total                       | Total     | Total     | 205 | 2     |

## Palmarés

### Títulos nacionales
| Título    | Club             | País      | Año     |
| --------- | ---------------- | --------- | ------- |
| Primera B | Barracas Central | Argentina | 2018-19 |